# Henryk Muszyński

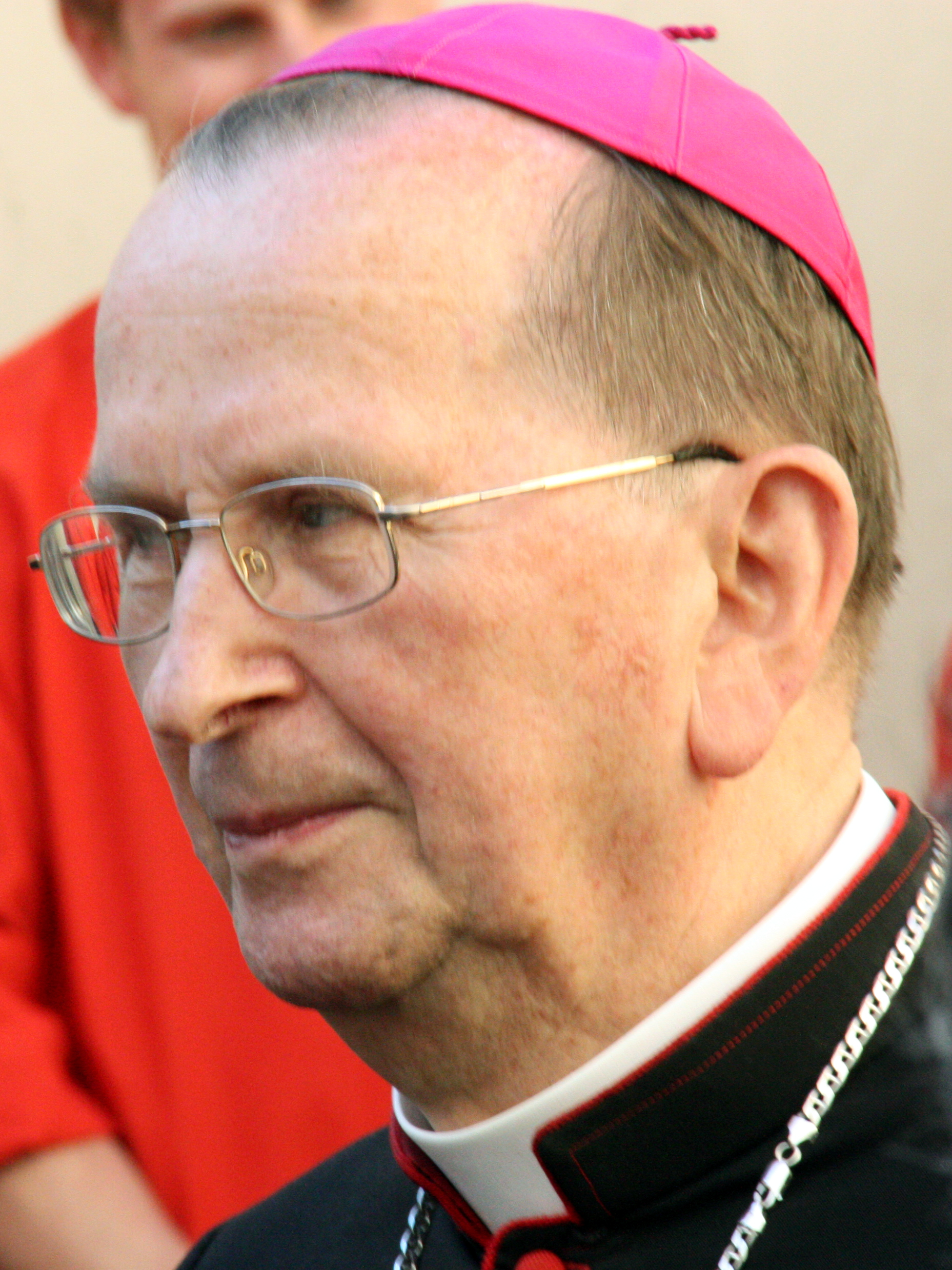
Henryk Muszyński Juni 2009 Prag

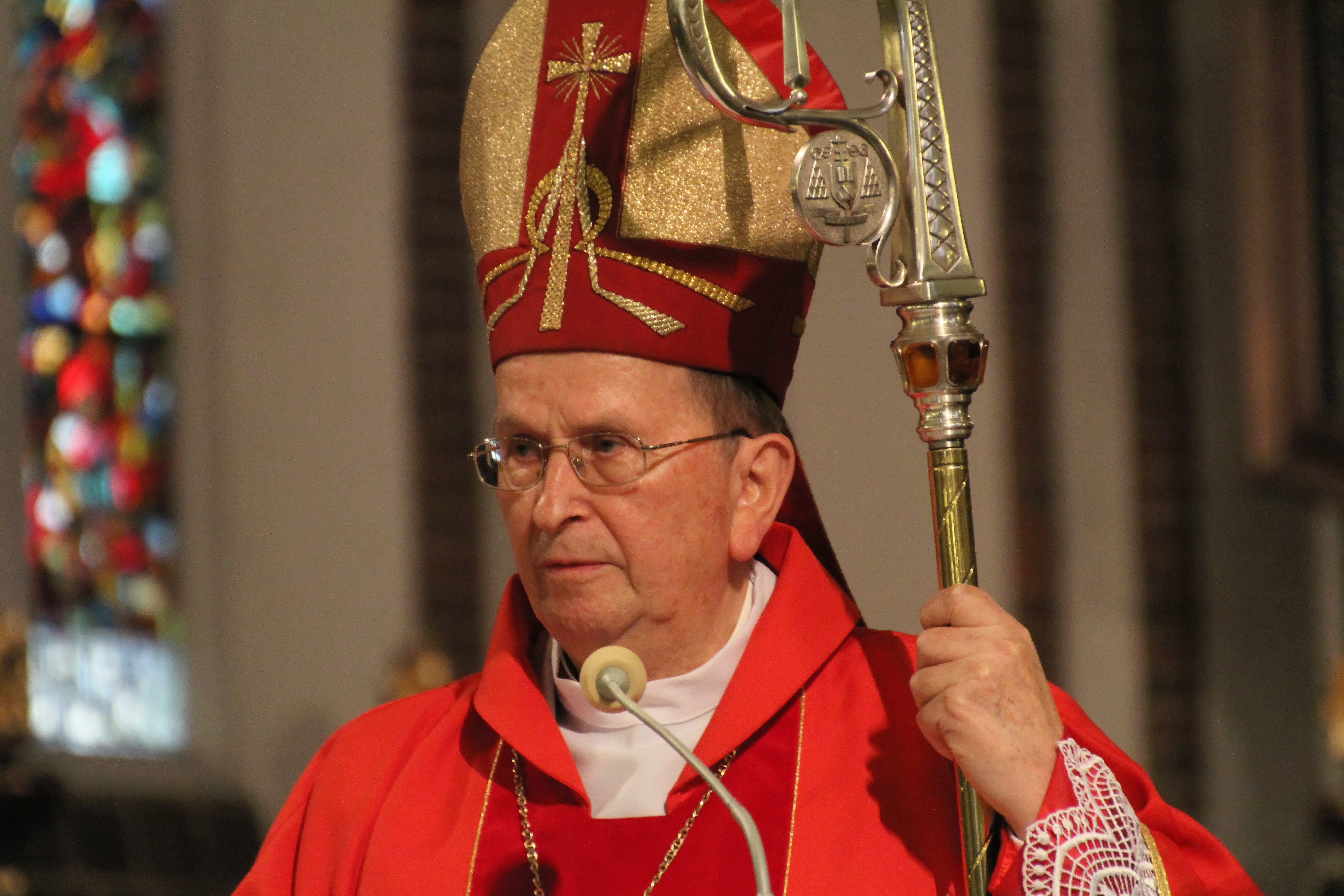
Henryk Muszynski Juni 2011 Warschau

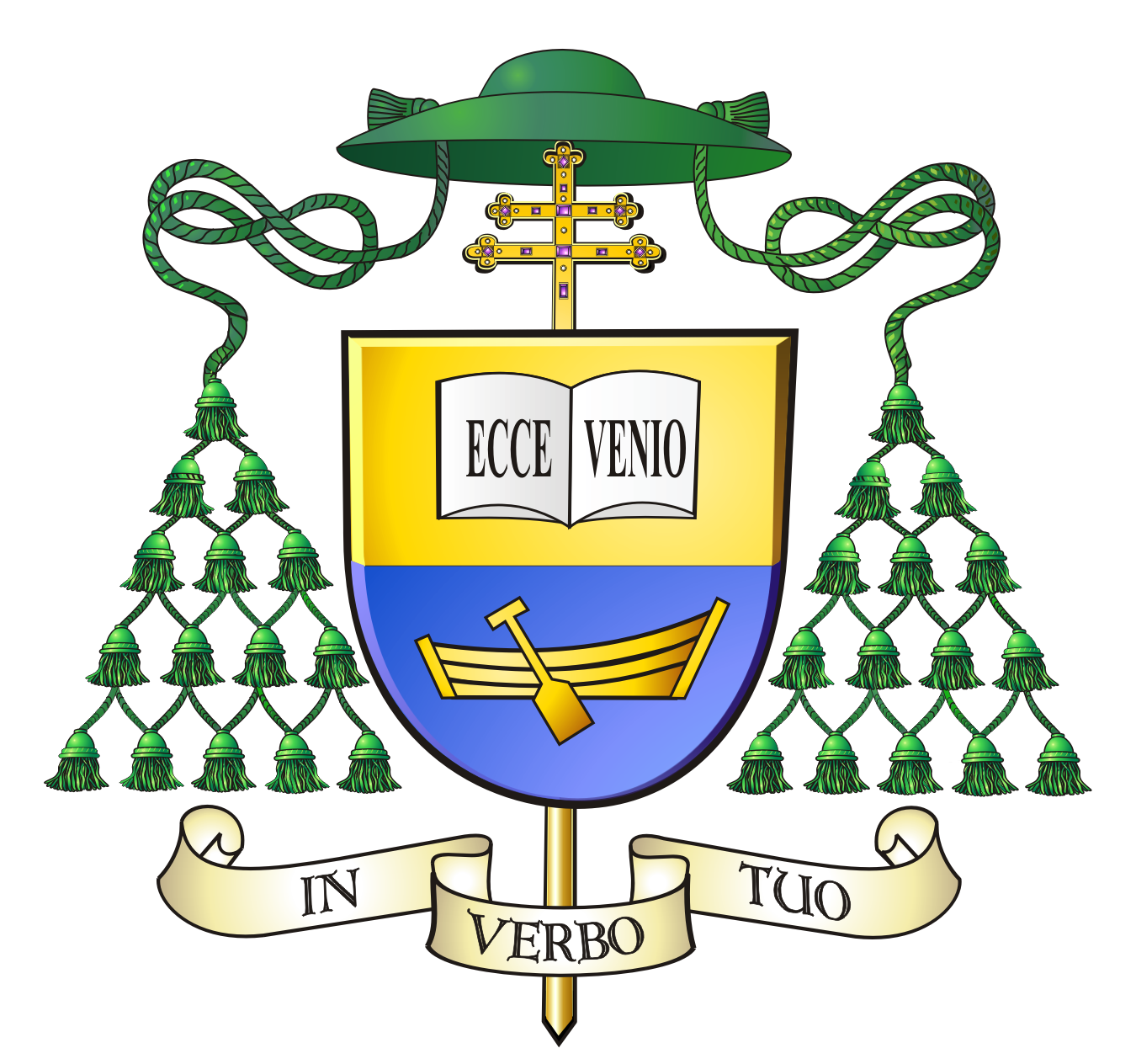
Wappen von Primas Henryk Muszyński

Henryk Józef Muszyński (* 20. März 1933 in Kościerzyna, Polen) ist emeritierter Erzbischof und Metropolit von Gniezno (Gnesen) und damit emeritierter Primas von Polen.

## Leben
Nach seiner Priesterweihe am 28. April 1957 war Muszyński, der hervorragend Deutsch spricht, einige Zeit in Wuppertal tätig. Er forschte als Alttestamentler an der Hebräischen Universität von Jerusalem, der Ruprecht-Karls-Universität Heidelberg (Qumran-Forschungsstelle) und in Rom. Dort promovierte er 1973 mit einer Arbeit über Fundament, Bild und Metapher in den Handschriften aus Qumran und lehrte nach seiner Habilitation, auch noch in seiner Zeit als Bischof, an der Theologischen Akademie in Warschau.
Henryk Muszyński wurde am 23. Februar 1985 von Papst Johannes Paul II. zum Titularbischof von Villa Regis und zum Weihbischof in Chełmno (Kulm) ernannt. Die Bischofsweihe spendete ihm am  25. März 1985 der Primas von Polen, Józef Kardinal Glemp; Mitkonsekratoren waren Marian Przykucki, der Bischof von Chełmno, sowie Zygfryd Ignacy Kowalski, Weihbischof in Chełmno.
Als der polnische Episkopat im März 1992 neu organisiert wurde, ernannte ihn Papst Johannes Paul II., dem er freundschaftlich zugetan war, zum Erzbischof von Gniezno. Vorher war er seit 1987 Bischof von Włocławek. Den mit dem Bischofssitz Gniezno verbundenen Titel Primas Poloniae erhielt Muszyński erst am 19. Dezember 2009, da auf Grund einer Sondererlaubnis von Benedikt XVI., sein Vorgänger als Primas, Kardinal Glemp, den Titel bis zu seinem 80. Geburtstag behalten durfte.
Ein wesentlicher Teil seiner Arbeit ist dem jüdisch-christlichen Dialog gewidmet. Er ist Vorsitzender des katholischen Instituts  für die Beförderung des jüdisch-christlichen Dialogs in Warschau und Vorsitzender der Kommission der polnischen Bischöfe für das Gespräch mit den Juden.
Henryk Muszyński engagiert sich für zahlreiche Projekte im Heiligen Land. Er ist Großoffizier des Ritterordens vom Heiligen Grab zu Jerusalem.
Erzbischof Muszyński ist Mitglied des internationalen Preiskomitees der Adalbert-Stiftung.
Am 8. Mai 2010 nahm Benedikt XVI. sein aus Altersgründen vorgebrachtes Rücktrittsgesuch an.

## Ehrungen
- 1997: Dr.-Leopold-Lucas-Preis der Eberhard Karls Universität Tübingen
- 1999: Buber-Rosenzweig-Medaille
- 2003: Ehrendoktor der Katholisch-Theologischen Fakultät der Rheinischen Friedrich-Wilhelms-Universität Bonn
- 2018: Dialog-Preis der Deutsch-Polnischen Gesellschaft[2]